# Франжье, Сулейман
Сулейман Кабалан Франжье (араб. سليمان فرنجية‎; 15 июня 1910 — 23 июля 1992) — занимал пост президента Ливана с 1970 по 1976 годы. Христианский полевой командир. Франжье также был заимом, лидером своего рода.

## Биография
Сулейман Франжье являлся потомком одного из важнейших маронитских родов из Згарты (неподалёку от Триполи), имя рода происходит от греческого Φρὰγκοι, то-есть франки.
Франжье родился в Згарте 15 июня 1910 года. Он был вторым сыном политика Кабалана Сулеймана Франжье. Его матерью была Ламия Раффуль. Кабалан Франжье был наместником района Эхден (1908—1913) и членом парламента (1929—1932). Его дед, Сулейман Хнатиос Франжье, был также наместником района Эхден (1904—1908). Хамид, старший брат Сулеймана, занимал пост министра иностранных дел в правительстве французского мандата в 1939 году.
Сулейман Франжье получил образование в элитной школе св. Иосифа в Антуре, недалеко от Бейрута. Он также получал образование в Триполи и Бейруте.

### Политическая карьера
Сулейман Франжье, прежде чем заняться политикой, некоторое время занимался экспортно-импортным бизнесом в Бейруте. В 1957 году он был обвинен в расстреле из пулемётов более двадцати членов конкурирующего клана Дуайхис, в церкви недалеко от Згарте. В общем счёте, он, как полагают, несет ответственность за убийство около 700 человек, 20 из них христиане застреленные во время заупокойной мессы в северо-ливанском городе Мизиара. По этим причинам, ему пришлось укрыться в сирийском прибрежном городе Латакии, где он встретился с двумя сирийскими офицерами, Хафезом и Рифатом Асадами, ставшими его друзьями. В 1958 году он получил амнистию и вернулся в Ливан.
В 1960 году Франжье был избран в ливанский парламент вместо своего тяжело заболевшего старшего брата Хамида. Он также стал главой своего клана в связи с болезнью Хамида. Франжье был переизбран в парламент также в 1964 и 1968 годах. До 1970 года он занимал следующие министерские посты: министра почты, телеграфа и телефона (1960—1961), министра сельского хозяйства (1961), министра внутренних дел (1968), министра юстиции (1968—1969), министра экономики (1968—1970).
В следующих, возможно, наиболее спорных президентских выборах в истории Ливана, Национальная Ассамблея избрала Франжье в Президенты Республики 23 сентября 1970 года. Он обязан своей победе над Ильясом Саркисом, официальным кандидатом от шехабистского режима, изменением мнения Камаля Джумблата, чьи сторонники в парламенте отдали свои голоса Франжье.
Позиционируя себя как консенсусного кандидата, Франжье получил поддержку со стороны как правых так и левых, и от всех религиозных фракций; его избрание представлялось отдушиной в череде шехабистских администраций президентов Фуада Шехаба (1958—1964) и Шарля Элу (1964—1970), тогда как кандидатура его соперника Ильяса Саркиса, который был главой Банка Ливана (Центральный банк Ливана) была воспринята как продолжение ранее существовавшего шехабистского режима.
Были три тура выборов в этом году:
- Первый раунд — 99 депутатов, 5 кандидатов — никто не получил большинства голосов
- Второй тур — 99 депутатов, 2 кандидата — 50 голосов каждый (был найден один поддельный бюллетень), тур не выявил победителя.
- Третий тур — 99 депутатов, 2 кандидата, Камаль Джумблат поручает одному из своих депутатов голосовать за Франжье. Сулейман Франжье становится президентом на законных основаниях. Перечисленные выше события показывают роль Камаля Джумблата в этом голосовании.

Сабри Хамаде, тогдашний спикер парламента, отказался объявлять результаты выборов президента, основанные на разнице в один голос. Когда Хамаде покинул заседание парламента, Мишель Сассин, вице-спикер парламента, подошёл к трибуне и осуществил свои полномочия заместителя, объявив Франжье президентом. Время правления Франжье продолжалось до 22 сентября 1976 года.
Правление Франжье закончилось в 1976 году, когда Илияс Саркис был избран президентом. Тем не менее, Саркис не мог переехать в президентский офис в течение четырёх месяцев после своего избрания 23 сентября 1976 года, так как Франжье поначалу не соглашался покинуть свой пост.

### В годы гражданской войны
Гражданская война в Ливане началась 13 апреля 1975 года. Франжье, как президент Ливана, опубликовал конституционный документ 14 февраля 1976 году, бывший первой серьёзной инициативой по прекращению конфликта и достижению консенсуса. В документе предлагал установить «паритет между христианами и мусульманами в парламенте», то есть снизить влияние маронитов. Хотя инициатива поддерживалась крупными политиками и религиозными лидерами, она не смогла достичь своих целей.
Тогда Франжье пригласил сирийские войска в Ливан в мае 1976 года на ранней стадии гражданской войны в Ливане. У него была полная поддержка со стороны ливанских христиан в этом отношении, поскольку они думали, что Сирия в состоянии добиться прекращения огня и защитить христиан. Он считается в значительной степени ответственным за эскалацию войны в Ливане в середине 1970-х годов.
Когда гражданская война в Ливане началась, Франжье поддерживает милицию Армию освобождения Згарты — милицию движения Марада, под командованием его сына Тони Франжье. Сначала она приняла участие в Ливанском фронте, объединившем в основном правохристианских политиков и полевых командиров, но в начале 1978 года Марада порвала с Ливанским фронтом, по причине её собственной просирийской ориентации. В июне 1978 года, Тони, вместе с женой и маленькой дочерью, был убит фалангистами, обвинившими его в заговоре. Убийство известно как Эденская резня, резко уменьшившая силы клана Франжье. После произошедшего Сулейман Франжье, как сообщалось, был сильно подавлен. Он поклялся отомстить. По некоторым данным, он ответственен за организацию убийства сотен членов фаланги.

### Последние годы
Франжье оставался союзником Сирии. В июле 1983 года после того, как Амин Жмайель стал президентом, Франжье вместе с Рашидом Караме и Валидом Джумблатом сформировали сирийско-ориентированный Фронт национального спасения, призванный бросить вызов правительству Жмайеля и пакту между Ливаном и Израилем, заключённом при финансовой поддержке США. Позже Сирия старалась протолкнуть Франжье на второй президентский срок после окончания срока Амина Жмайеля в 1988 году, но Национальному собранию не удалось достичь кворума из-за бойкота со стороны некоторых христианских парламентариев связанных с милицией Ливанские силы. Франжье был выдвинут кандидатом 17 августа 1988 года.

### Смерть
Сулейман Франжье умер в возрасте 82 лет в больнице Американского университета в Бейруте, после трех недель госпитализации, 23 июля 1992 года. По сообщениям, он умер от острой пневмонии и также у него были больное сердце и желудок. Он был похоронен в Эхдене рядом с сыном Тони.

## Личная жизнь
Сулейман Франжье был женат на уроженке Египта Ирис Хандали, с которой имел пятеро детей: двух сыновей, Тони и Роберта, и три дочери, Ламию, Соню и Майю.
В июне 1978 года, сын Сулеймана Франжье, Тони Франжье, сам в то время член парламента, был убит вместе со своей женой Верой и трёхлетней дочерью, Джихан, вместе с тридцатью другими боевиками Марады в Эхденской резне. Младший сын Сулеймана Франжье, Роберт Франжье, стал преемником погибшего брата в командовании боевиками Марады.
Сулейман Франжье-младший, сын убитого Тони, скрывался в Дамаске, затем вернулся в Ливан и служил в формированиях Марады. В период сирийской оккупации Сулейман-младший занимал различные министерские посты (в 2004—2005 — МВД), с 1992 возглавляет партию Марада и семейный клан.
Франжье называли в Ливане «жёстким человеком» в связи с его суровым языком, горячим нравом и безжалостным отношением к некоторым из его противников. Роберт Фиск описывал Франжье как «христианского военачальника, мафиози, сильного полевого командира, убитого горем отца, коррумпированного президента, горного барона и, в конце концов, вдумчивого, умного, но пугающего старика, который доживает свои последние годы рядом с эхденскими львами».